# Ludger Oeing-Hanhoff
Ludger Oeing-Hanhoff (* 22. Dezember 1923 in Marl; † 6. Mai 1986 in Tübingen) war ein deutscher Philosoph.

## Leben
Oeing-Hanhoff studierte von 1945 bis 1952 Philosophie, katholische und evangelische Dogmatik sowie klassische Philologie an den Universitäten Münster, Freiburg i. Ue. und Löwen. Das Doktorat der Philosophie erwarb er 1951 mit einer Arbeit über die Philosophie des Thomas von Aquin. 1956 wurde er wissenschaftlicher Assistent von Otto Most. Er habilitierte sich mit der Schrift Descartes und der Fortschritt der Metaphysik. 1962 wurde er Dozent für Philosophie in Münster. Er gehörte zum Kreis um Joachim Ritter. Seit 1966 lehrte er als Professor für Philosophie an der Universität Gießen. 1974 wurde er Ordinarius für Philosophie an der Katholisch-Theologischen Fakultät in Tübingen.
Seine Schwerpunkte waren die Metaphysik in ihrem Fortwirken für die sich ihr teilweise entgegensetzende neuzeitliche Philosophie und ihr Grenzbereich zur katholischen Theologie.
Von 1970 bis 1986 war Oeing-Hanhoff für das Philosophische Jahrbuch als Herausgeber tätig.

## Veröffentlichungen
- Ens et unum convertuntur. Münster 1953.
- Naturgesetz und christliche Ethik. München 1970.
- Metaphysik und Freiheit. München 1988.
- Thomas von Aquin 1274–1974. München 1974.
- Wesentliche Mitarbeit am Historischen Wörterbuch der Philosophie